# 細田忠義
細田 忠義（ほそだ ただよし、1944年12月4日 - ）は、島根県安来市出身の日本のフリーミュージャン、トランペッター。

## 略歴
セントポール交響楽団のトランペットの首席奏者ルイ・マジオ創設マジオ奏法システムを継承したカールトン・マクベスより日本で唯一マジオシステムを師事、取得。
アメリカラスベガス、テキサス、フランスでのフリーミュージシャン経験を経て日本へ活動拠点を移す。1970年代以降、演歌、アーティスト、パレード、海外アーティスト来日公演などで演奏。
布施明、マライア・キャリー、クイーン、サザンオールスターズなどのバックミュージック・演歌・CM録音の他、海上自衛隊東京音楽隊への指導歴がある。

## 著書
- Jast blow!